# Miroslav Katětov
Miroslav Katětov (ur. 17 marca 1918 w Czembarze, zm. 15 grudnia 1995) – czeski matematyk, psycholog i szachista, mistrz międzynarodowy od 1951 roku.

## Życiorys
Autor ponad 70 prac naukowych dotyczących głównie analizy funkcjonalnej, teorii mnogości i topologii. Podczas II Wojny Światowej pracował w Instytucie Psychologii Uniwersytetu Karola w Pradze zajmując się statystyczną analizą danych. Prowadził interdyscyplinarne seminarium dotyczące zastosowań matematyki w psychologii, biologii i naukach pokrewnych. W latach 1953–1957 rektor tegoż uniwersytetu.
W 1946 r. zdobył w Ostrawie srebrny medal indywidualnych mistrzostw Republiki Czechosłowackiej. Według retrospektywnego szachowego systemu Chessmetrics, najwyżej sklasyfikowany był w kwietniu 1944 r., zajmował wówczas 16. miejsce na świecie.